# Nederländerna i olympiska vinterspelen 1960
Nederländerna deltog med sju deltagare vid de olympiska vinterspelen 1960 i Squaw Valley. Totalt vann de en silvermedalj och en bronsmedalj.

## Medaljer

### Silver
- Sjoukje Dijkstra - Konståkning.

### Brons
- Jan Pesman - Skridskor, 5 000 meter.